# ناوگان بیانگ
ناوگان بیانگ (انگلیسی: Beiyang Fleet) به معنای ناوگان دریای شمالی یکی از چهار نیروی دریایی مدرن چین در اواخر دودمان چینگ بود.